# Höstkrokus
Höstkrokus, som även nämns som Biebersteins krokus finns det flera arter av Inom familjen irisväxter = svärdsliljeväxter. Den vanligaste är Crocus speciosus (M Bieb) som har ursprung i Mindre Asien (Anatolien), södra Ryssland och Ukraina (Krim) och Bulgarien. Den kan förekomma även i västra och norra Iran.

## Beskrivning
Blomman kommer på en 12–15 cm bar stängel utan blad, i Sverige i mitten av september (odlingszon I och II), i Tyskland i oktober. Bladen kommer först sedan blomman vissnat. Om hösten varit varm kan bladen komma senare på hösten samma år, annars först på våren följande år.
Den underjordiska delen är en rotknöl. Den är köttig och har en tunn fibrös hinna. Den ska inte förväxlas med en lök.
Färgen hos de flesta höstkrokusarna är diverse blåvioletta varianter, men det finns även en vit variant (albus).
Crocus speciosus, med vanligt namn Biebersteins krokus,
är en art av blommande växter i släktet Crocus av familjen Iridaceae. Blommor med blekare strupar och mörka ådror dyker upp på hösten (hösten). 
Arten, liksom den vitblommiga kultivaren 'Albus', har vunnit Royal Horticultural Societys Award of Garden Merit. 

### Förväxlingsarter
- Tidlösa, Colchicum autumnale (L) som är helt snarlik.
- Stenbergia clusiana, som dock har annorlunda färg, gul.
- På ryska heter visserligen Crocus specious Шафран прекрасный (Schafran prekrasnjy), men det avser inte saffranskrokus (Crocus sativus).

## Andra höstblommande krokusar
- Crocus banaticus = C byzanticus = C indiflorus
- Septemberkrokus Crocus kotschyanus = C zonatus
- Crocus nudiflorus

## Underarter
Följande underarter kan urskiljas:
- Crocus speciosus subsp. ilgazensis B.Mathew: Arten förekommer i norra Turkiet.[6] Den ses också av vissa författare som en separat art: Crocus ilgazensis (B.Mathew) Ruksans.[6]
- Crocus speciosus subsp. speciosus: Den förekommer från Turkiet till norra Iran och på Krim.[6]
- Crocus speciosus subsp. xantholaimos B. Mathew: Den har en gul hals. Det förekommer i norra Turkiet.[6]  Den ses också av vissa författare som en separat art: Crocus xantholaimos (B.Mathew) Ruksans.[7]

## Bildgalleri

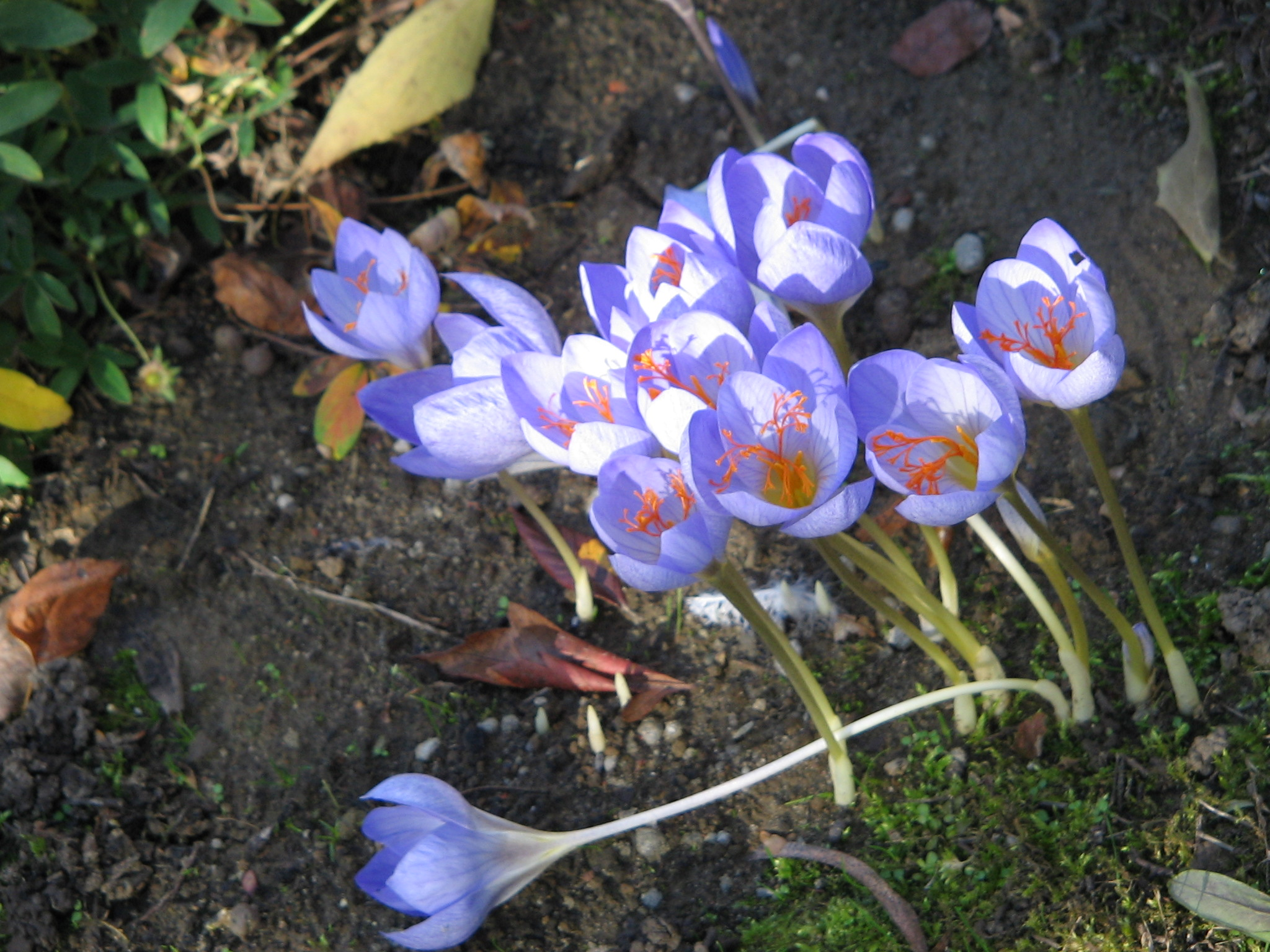
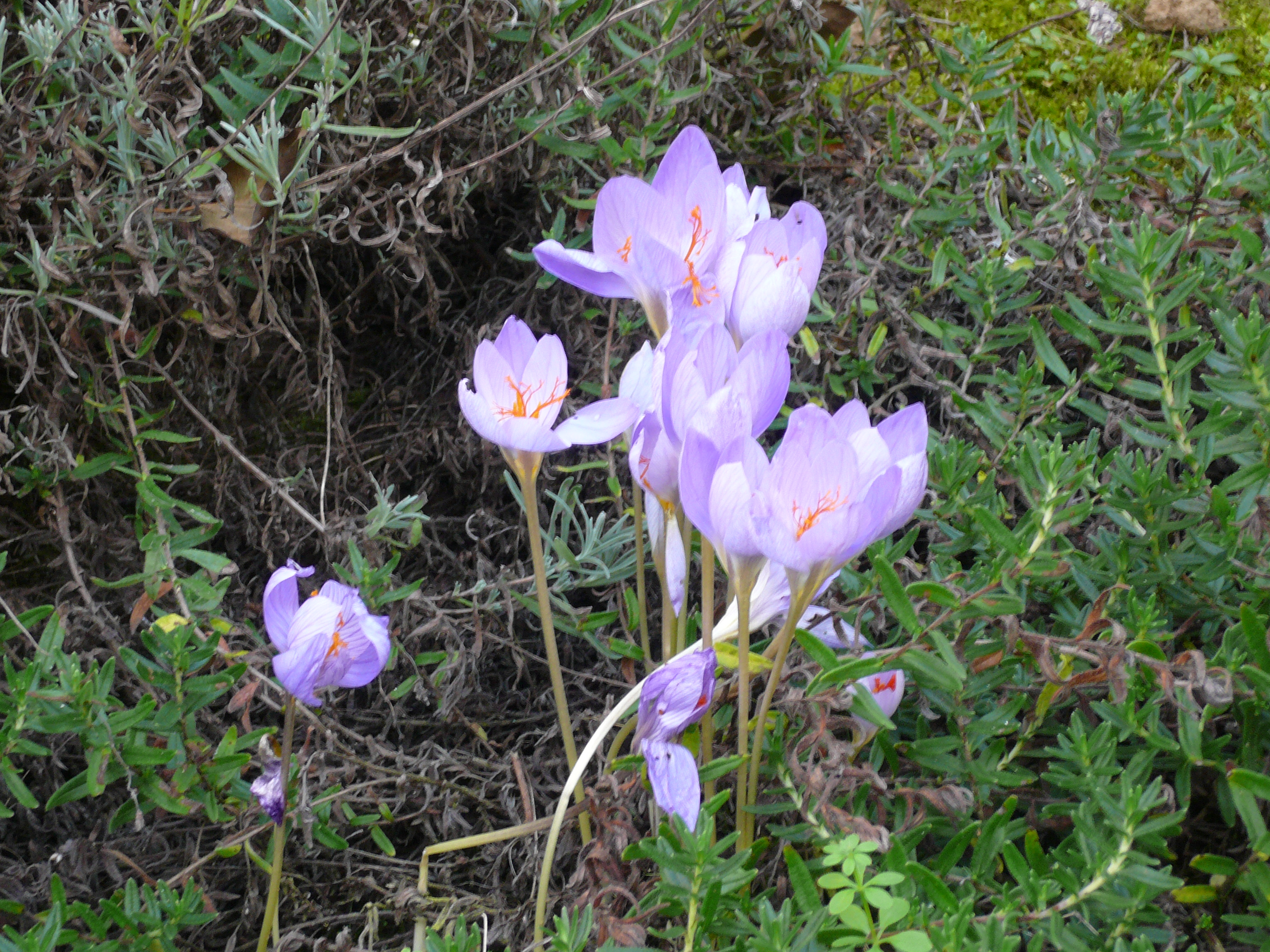